# Urban Kreutzbach

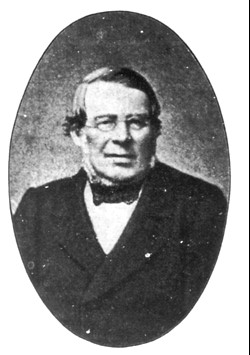
Orgelbaumeister Urban Kreutzbach

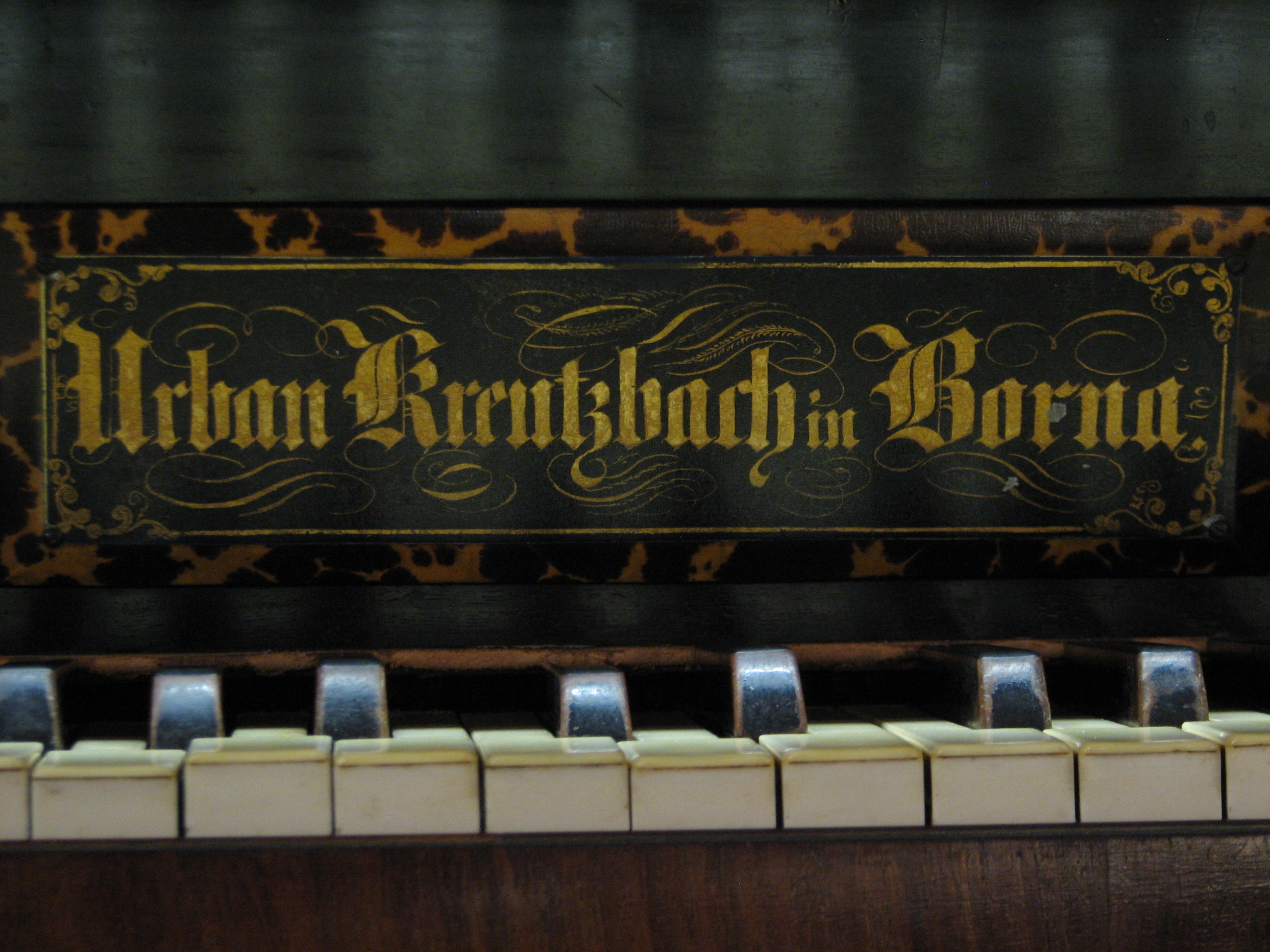
Urban-Kreutzbach-Firmenschild am Orgel-Spieltisch der Kirche Sommerfeld

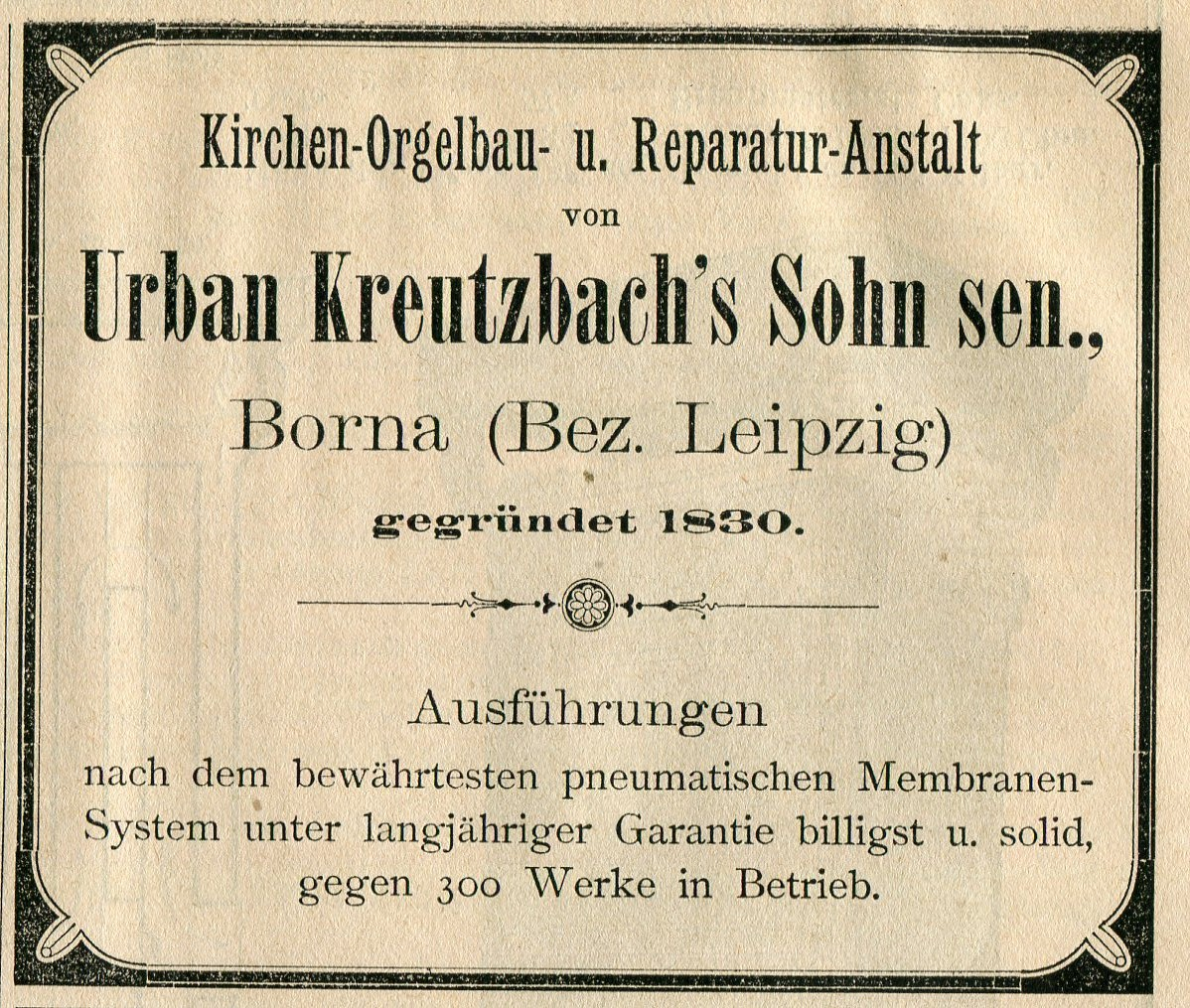
Werbeanzeige im (Pfarr-)Amtskalender 1894 für Sachsen

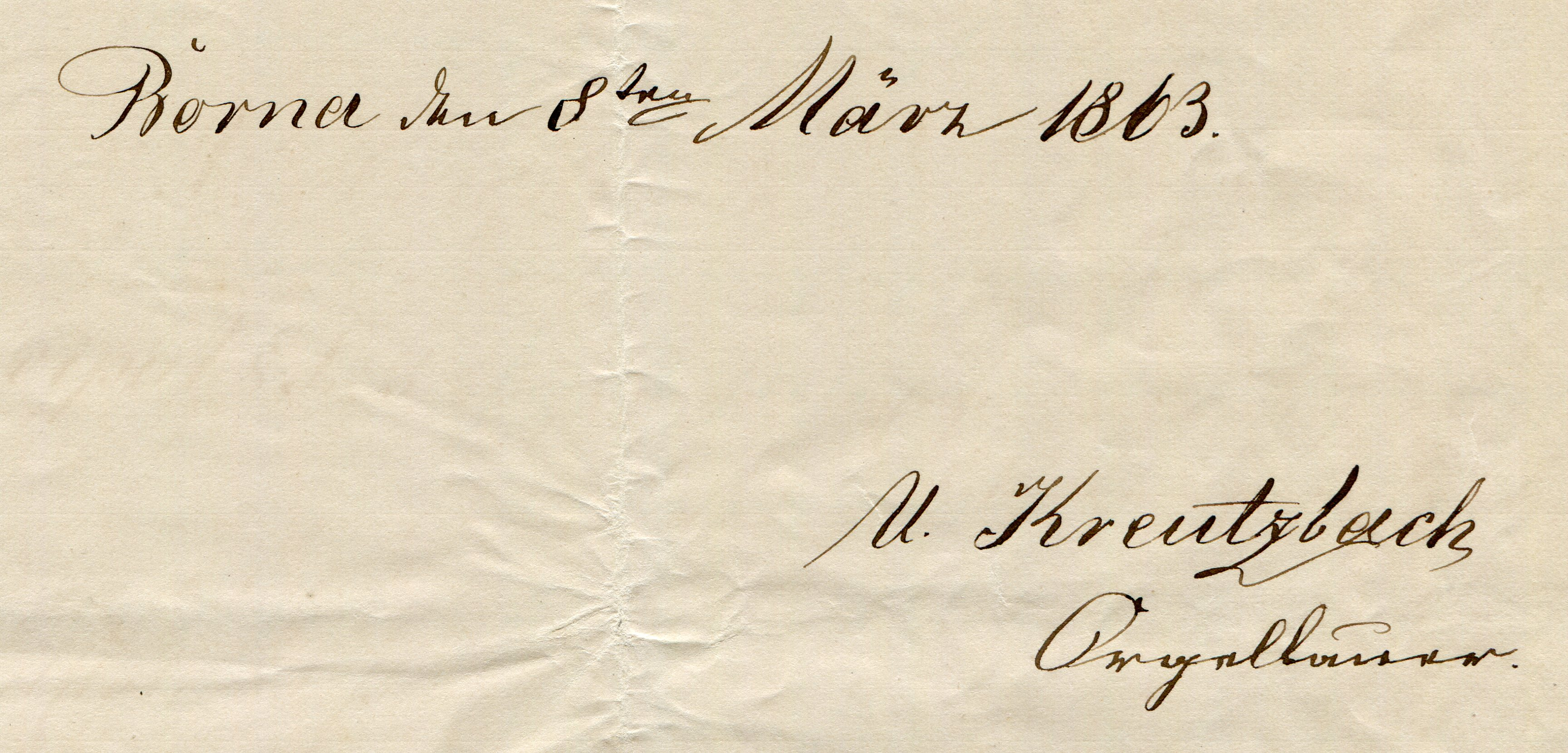
Autograph Urban Kreutzbachs im Pfarrarchiv Grünlichtenberg (Ldkr. Mittelsachsen)

Urban Kreutzbach (* 28. August 1796 in Kopenhagen; † 22. August 1868 in Borna) war ein Orgelbauer, der in Mitteldeutschland wirkte.

## Ausbildung
Urban Kreutzbach absolvierte zunächst eine Lehre als Tischler in Helsingør. Während seiner Wanderjahre durch Frankreich, die Schweiz und Deutschland gelangte er 1821 nach Pegau zum Orgelbaumeister Carl Gottlob Häcker. Er wirkte dort u. a. an dem Bau der Orgeln in Schönau und Prießnitz bei Frohburg mit. 1822 ging Urban Kreutzbach mit Häcker nach Borna, der seine Werkstatt dorthin verlegte. In Borna erlangte Kreutzbach seinen Meisterbrief.

## Eigene Werkstatt
Im Jahr 1828 machte sich Urban Kreutzbach in Borna selbständig. Seine erste Orgel baute er für die Kirche in Dittmannsdorf, seine letzte für die Stadtkirche in Borna, deren Einweihung 1869 er aber nicht mehr miterlebte. Zu seinen Gesellen gehörten auch der später weltberühmte Orgelbauer Friedrich Ladegast und dessen Bruder Christlieb, die 1842 an Kreutzbachs erstem größeren Orgelwerk für die Stadtkirche St. Nikolai in Waldheim mitwirkten. Neben dem Neubau von Orgeln führte Kreutzbach auch Restaurierungsarbeiten aus, so z. B. an der Silbermann-Orgel in Rötha und der Hildebrandt-Orgel in Störmthal. Darüber hinaus war er auch weiterhin als Tischler tätig und führte beispielsweise 1829 die Tischlerarbeiten für die Knabenschule (heutige Stadtbibliothek) in Borna aus.

## Nachfolge

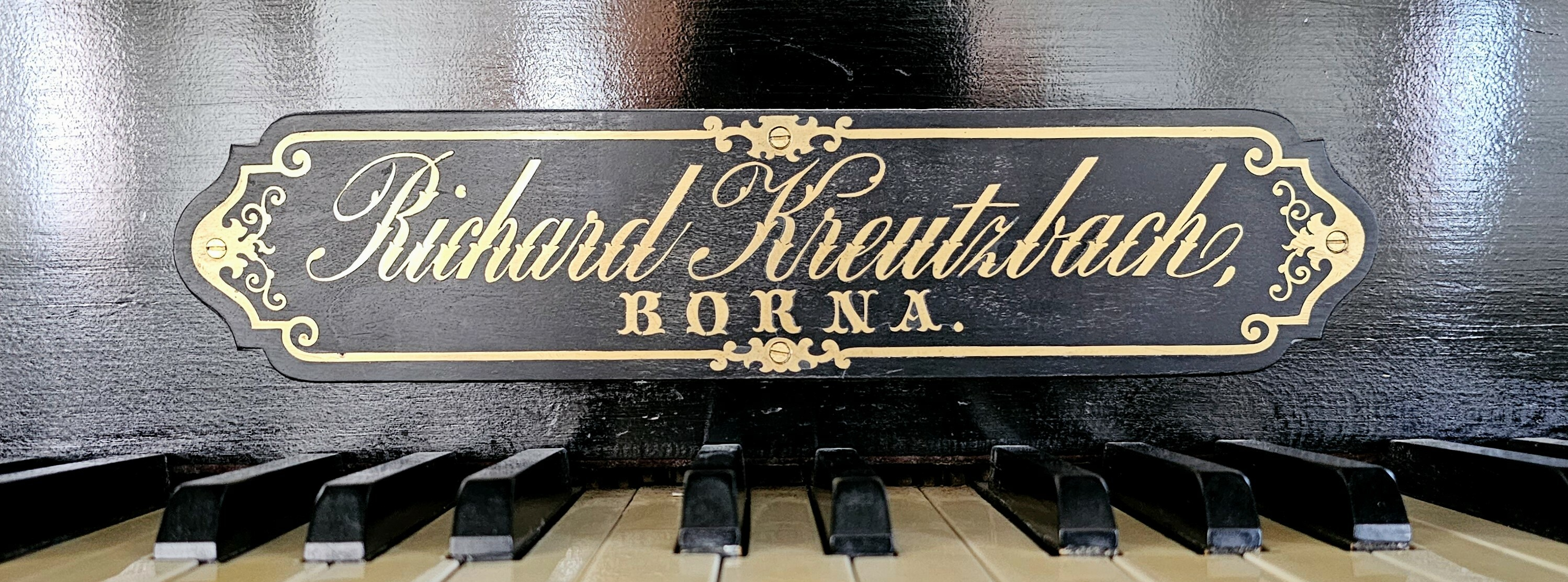
Erbauerschild von Richard Kreutzbach in Möschlitz

Nach dem Tod von Urban Kreutzbach übernahmen seine beiden Söhne Richard (1839–1903) und Bernhard die Firma. Bernhard zog sich nach einem Zwist jedoch schnell wieder aus der Firma zurück. Bis zu seinem Tod im Jahr 1903 baute Richard in der Tradition seines Vaters weitere Orgeln.
Zwei ehemalige Mitarbeiter von Richard Kreutzbach – Wilhelm Schmidt (1867–1945) und Wilhelm Berger (1863–1929) – führten unter dem Namen Schmidt & Berger (Kreutzbach Nachf.) die Geschäfte fort. Ab 1910 wurden nur noch „Orgelreparaturen und Stimmungen“ vorgenommen. Nach dem Ersten Weltkrieg kam es zur Auflösung der Firma.
Der dritte Bruder Julius Kreutzbach (1845–1913) wurde ein namhafter Klavierfabrikant in Leipzig.

## Werkliste (Auswahl)

### Urban Kreutzbach
| Jahr | Ort                                     | Kirche                                           | Bild | Manuale | Register    | Anmerkungen |
| ---- | --------------------------------------- | ------------------------------------------------ | --- | ------- | ----------- | --- |
| 1828 | Dittmannsdorf                           | Dorfkirche                                       | |         |             | [ 2 ] |
| 1831 | Wiederau                                | Johanniskirche                                   | |         |             | [ 3 ] |
| 1836 | Costewitz (Ortsteil von Elstertrebnitz) | Lutherkirche                                     | |         |             | [ 4 ] |
| 1839 | Lützen                                  | St. Viti                                         | | II/P    |             | [ 5 ] |
| 1840 | Regis                                   | Stadtkirche St. Georg                            | | II/P    | 20          | Orgel St. Georg in Regis |
| 1841 | Markkleeberg                            | Auenkirche                                       | | I/P     | 11          | Kreutzbach baute die Orgel ursprünglich für die St.-Martin-Kirche in Elstertrebnitz. Nachdem die Elstertrebnitzer Kirche aufgegeben wurde, fand die Orgel nach einer grundlegenden Überarbeitung durch Orgelbaumeister Gerd-Christian Bochmann, Kohren-Sahlis, 1999/2000 in der Auenkirche ihren neuen Standort.                                                                     |
| 1842 | Waldheim                                | Stadtkirche St. Nicolai                          | Urban-Kreutzbach-Orgel, Stadtkirche St. Nicolai Waldheim, 1843, Restaurierung Fa. Rühle Moritzburg 2020/21 |         |             | [ 8 ] |
| 1843 | Großlehna                               | Dorfkirche                                       | |         |             | [ 9 ] |
| 1844 | Döbeln                                  | St. Nikolaikirche                                | | II/P    | 35          | Die Kreutzbach-Orgel wurde 1929 durch eine neue Orgel der Firma Hermann Eule Orgelbau, Bautzen, ersetzt. |
| 1846 | Härtensdorf                             | Kirche zu den Drei Marien                        | | II/P    | 16          | 2011 restauriert → Orgel |
| 1847 | Geithain                                | Kirche St. Nikolai                               | |         |             | 1902 wurde die Kreutzbach-Orgel, aus der 15 Register übernommen wurden, durch einen Neubau des Orgelbauers Alfred Schmeisser aus Rochlitz ersetzt. 2005 erfolgte ein Umbau und eine Erweiterung im Gehäuse der Schmeisser-Orgel durch Orgelbaumeister Georg Wünning aus Großolbersdorf. Die Register wurden zum Teil aus den Vorgängerorgeln (Kreutzbach und Schmeisser) übernommen. |
| 1848 | Zschocken                               | Kirche Zschocken                                 | |         |             | [ 13 ] |
| 1849 | Mochau bei Döbeln                       | Sommerkirche                                     | |         |             | Kirche 1971 geschlossen. Orgel 1983 durch Jehmlich mit neuem Prospekt in die ev. Marienkirche in Borna umgesetzt (Abbildung zeigt dortige Gestalt). |
| 1849 | Pegau                                   | Gottesackerkirche St. Johannis                   | |         |             | [ 15 ] |
| 1850 | Borna                                   | Emmauskirche                                     | | I/P     | 9           | Ursprünglich stand die Kirche in Heuersdorf und wurde als gesamtes Bauwerk nach Borna versetzt, da der Ort dem Braunkohletagebau weichen musste. 2008 wurde die Orgel durch Johannes Lindner (Radebeul) wiederaufgestellt. |
| 1851 | Wüstenbrand                             | Dorfkirche                                       | | II/P    | 16/22/25    | Orgel in Organindex |
| 1853 | Pegau                                   | Stadtkirche St. Laurentius                       | | II/P    | 35          | Anlässlich einer 1934 durchgeführten Kirchensanierung erhielt die Orgel einen Freipfeifenprospekt. 2000 erfolgte eine Reparatur der Orgel durch Orgelbaumeister Gerd-Christian Bochmann, Kohren-Sahlis. |
| 1855 | Althen                                  | Kirche Althen                                    | | II/P    | 11          | 1957 von Orgelbauer Reinhard Schmeisser, Rochlitz, generalüberholt |
| 1855 | Hohenheida                              | Kirche Hohenheida                                | | II/P    | 14          | 1994 restauriert durch Orgelbaumeister Georg Wünning aus Großolbersdorf |
| 1856 | Kitzscher                               | Kirche St. Nikolai                               | |         |             | [ 20 ] |
| 1856 | Ortmannsdorf                            | Zum heiligen Kreuz                               | | II/P    | 28          | [ 21 ] |
| 1856 | Uhyst am Taucher                        | Kirche Peter und Paul (seit 1996 Autobahnkirche) | |         |             | [ 22 ] |
| 1857 | Großpostwitz                            | Kirche Großpostwitz                              | | II/P    | 30          | [ 23 ] |
| 1858 | Hohnstädt                               | Kirche Hohnstädt                                 | | II/P    | 15          | 8+5+2 Register. Grundlegende Restaurierung 1993 von der Firma Wünnig aus Großolbersdorf |
| 1859 | Eula                                    | Wiprechtkirche Eula                              | | II/P    | 18          | |
| 1860 | Bockau                                  | Ev.-Luth. Kirche Bockau                          | |         |             | [ 24 ] |
| 1860 | Glauchau-Jerisau                        | Martinskirche                                    | | I/P     | 8           | restauriert 2008 → Orgel |
| 1861 | Lausick                                 | St.-Kilian-Kirche                                | |         |             | Die Kirche wurde anlässlich einer Renovierung im Jahre 1957 mit einer Orgel von Gottfried Silbermann ausgestattet, die er 1722 ursprünglich für die Johanniskirche in Chemnitz gebaut hatte. Die Kirchgemeinde Sommerfeld erhielt nach dem Wiederaufbau der Sommerfelder Kirche 1957 die Kreutzbach-Orgel der St.-Kilian-Kirche.                                                     |
| 1861 | Sommerfeld                              | Kirche Sommerfeld                                | | II/P    | 25 (11-8-6) | Ein Bombenangriff am 20. Oktober 1943 zerstörte Kirche und Orgel. Die Kirchgemeinde Sommerfeld erhielt nach dem Wiederaufbau der Sommerfelder Kirche 1957 eine Orgel, die Urban Kreutzbach 1861 für die St.-Kilian-Kirche in Lausick gebaut hatte. |
| 1861 | Greifendorf                             | Ev.-Luth. Kirche                                 | | II/P    | 24          | Orgel in Organindex. Letzte Reinigung 1998 durch Helmut Wagner und Michael Kreskowsky. |
| 1862 | Treben                                  | Pfarrkirche                                      | | II/P    | 23          | |
| 1862 | Wildenhain                              | Ev.-luth. Kirche                                 | | II P    | 21          | [ 27 ] |
| 1862 | Niederfrohna                            | Johanniskirche                                   | |         |             | [ 28 ] |
| 1863 | Luppa                                   | Kirche Luppa                                     | Kreutzbach-Orgel Kirche Luppa                                                                              | II/P    | 24 (10-9-5) | [ 29 ] |
| 1863 | Dresden-Hosterwitz                      | Maria am Wasser                                  | Kreutzbach-Orgel Kirche Maria am Wasser                                                                    | II/P    | 17 (10-4-3) | [ 30 ] |
| 1865 | Ziegelheim                              | Marien-Wallfahrtskirche                          | | II/P    | 23          | 2006 zuletzt restauriert durch Gerd-Christian Bochmann |
| 1867 | Portitz                                 | Kirche Portitz                                   | | II/P    | 17          | [ 31 ] |
| 1868 | Eibenstock                              | Stadtkirche                                      | | II/P    | 36          | 1917 Requirierung der Zinnpfeifen für Rüstungszwecke; 1952–1954 Instandsetzung durch Firma Jehmlich Orgelbau Dresden; 2011 Rückführung auf den Originalzustand durch Orgelbauwerkstatt Ekkehart Groß, Waditz. |
| 1868 | Friedersdorf                            | Kirche Oberfriedersdorf                          | | II/P    | 32          | Restauriert 1995 durch Orgelbauwerkstatt Ekkehart Groß, Waditz. |
| 1869 | Falkenstein/Vogtl.                      | Kirche zum Heiligen Kreuz                        | | II/P    | 35          | Orgel in der Orgeldatenbank Organindex |

### Richard Kreutzbach
| Jahr | Ort                      | Kirche                         | Bild | Manuale | Register      | Anmerkungen |
| ---- | ------------------------ | ------------------------------ | ---- | ------- | ------------- | --- |
| 1872 | Bubendorf                | Kirche                         |      |         |               | Das Instrument wurde 1974 in die Ev.-Luth. St.-Nicolai-Kirche Reinsdorf bei Waldheim versetzt.                                                                                       |
| 1873 | Frauenstein (Erzgebirge) | Stadtkirche                    |      | II/P    | 30            | 2007–2008 Restaurierung und weitgehende Rückführung auf den Originalzustand durch Orgelbauunternehmen Hermann Eule (Bautzen) → Orgel                                                 |
| 1874 | Gohlis                   | Friedenskirche                 |      |         |               | [ 35 ] |
| 1877 | Roßwein                  | Unserer Lieben Frauen          |      | II/P    | 42            | 1940 wurde die Orgel abgerissen. Die Orgelbauanstalt Alfred Schmeisser aus Rochlitz errichtete eine neue Orgel unter Verwendung von Teilen aus der Richard-Kreutzbach-Orgel. → Orgel |
| 1878 | Möschlitz                | St. Severus                    |      | II/P    | 13            | restauriert 2002 → Orgel |
| 1878 | Oberlungwitz             | Abteikirche                    |      | II/P    | 11            | → Orgel → Orgel |
| 1879 | Neundorf (bei Schleiz)   | St. Peter und Paul             |      | I/P     | 8             | → Orgel |
| 1881 | Greiz                    | St. Marien                     |      | II/P    | 40            | → Orgel |
| 1883 | Lindenau                 | Nathanaelkirche                |      | III/P   | 43            | pneumatische Kastenlade, erste vollpneumatische Orgel in Sachsen. |
| 1883 | Baalsdorf                | Kirche Baalsdorf               |      | II/P    | 11            | [ 38 ] |
| 1884 | Culitzsch                | Laurentiuskirche               |      | II/P    | 12            | umgebaut erhalten → Orgel |
| 1886 | Leipzig                  | Lutherkirche                   |      | II/P    | 28            | |
| 1886 | Markranstädt             | St.-Laurentius-Kirche          |      | II/P    | 24            | Restaurierung 2006/2007 durch Mitteldeutscher Orgelbau Voigt, Bad Liebenwerda und Erweiterung um Trompete 8′                                                                         |
| 1886 | Lusan                    | St. Ursula                     |      | I/P     | 6             | 1924 Einbau neuer Prospektpfeifen aus Zink infolge des Verlustes im Ersten Weltkrieg                                                                                                 |
| 1887 | Pfaffroda bei Schönberg  | Evangelisch-Lutherische Kirche |      | I/P     | 10            | Orgel |
| 1889 | Crispendorf              | Dorfkirche                     |      | II/P    | 10            | → Orgel |
| 1889 | Ehrenfriedersdorf        | St.-Niklas-Kirche              |      | II/P    | 31            | Restauriert 2001 bis 2002 von Vogtländischer Orgelbau Thomas Wolf, Limbach. |
| 1889 | Langenbuch               | Annenkirche                    |      | II/P    | 10            | restauriert 2005 → Orgel |
| 1889 | Schlettau                | St. Ulrich                     |      | II/P    | 22 (2021: 29) | Technischer Neubau von Vogtländischer Orgelbau Thomas Wolf: Disposition |
| 1890 | Röhrsdorf                | Dorfkirche                     |      | II      |               | zweimanualig mit neoklassizistischem Prospekt |
| 1891 | Lindenau                 | Nathanaelkirche                |      | III/P   | 43            | Erweiterungsumbau der 7 Jahre zuvor erbauten Orgel auf III/43 |
| 1892 | Bad Elster               | St.-Trinitatis-Kirche          |      | II/P    | 22            | 1973 von VEB Eule-Orgelbau Bautzen im alten Gehäuse mit II/P 27 neu aufgebaut. |
| 1892 | Neukirchen               | St.-Laurentius-Kirche          |      |         |               | [ 45 ] |
| 1894 | Wyhra                    | St.-Stephanus-Kirche           |      |         |               | [ 46 ] |
| 1895 | Beerwalde                | Ev.-Luth. Kirche               |      | II/P    | 13            | Geweiht: 31. Oktober 1895 \| Freipfeifen-Prospekt: 1927 \| Wasserschaden: 1935 \| Große Überholung durch Reinhard Schmeißer aus Rochlitz: 1960                                       |
| 1895 | Knobelsdorf              | Ev.-Luth. Kirche               |      | II/P    | 9             | Kosten: 4500 Mark \| Elektrisches Gebläse: 1961 |
| 1896 | Pößneck                  | Stadtkirche                    |      | III/P   | 39            | 1926 von Jehmlich auf 54 Register erweitert; Disposition |
| 1896 | Penig                    | Stadtkirche Penig              |      | III/P   | 40            | 1955–1957 Umbau durch Reinhard Schmeisser und Wiederherstellung der Funktion 1999 durch Gerd Christian Bochmann; 2018 restauriert                                                    |
| 1898 | Schönefeld               | Gedächtniskirche               |      | II/P    |               | 1974 wurde die Kreutzbach-Orgel durch einen Neubau des Orgelbauunternehmens Hermann Eule, seinerzeit Volkseigener Betrieb (VEB), aus Bautzen ersetzt.                                |
| 1900 | Leipzig-Sellerhausen     | Emmauskirche                   |      | II/P    | 32            | Orgel-Disposition 1927 Einbau neuer Prospektpfeifen aus Zink durch Orgelbau Julius Jahn & Sohn, Dresden; 1937 Umgestaltung durch Orgelbaumeister Alfred Schmeisser, Rochlitz         |
| 1901 | Zwickau-Marienthal       | Pauluskirche                   |      | II/P    | 36            | [ 51 ] |
| 1901 | Rechenberg-Bienenmühle   | Dorfkirche                     |      | II/P    | 26            | |
| 1903 | Seifersdorf              | Dorfkirche                     |      | II      |               | 2018 Instandsetzung durch Orgelbauer Christian Max aus Zittau. |

### Schmidt & Berger
| Jahr | Ort            | Kirche                | Bild | Manuale | Register | Anmerkungen |
| ---- | -------------- | --------------------- | ---- | ------- | -------- | --- |
| 1904 | Deutzen        | Kirche Deutzen        |      |         |          | Die Orgel wurde wegen Braunkohletagebau 1976 von Deutzen nach Borna versetzt und 1981 von Borna in die Schlosskirche Netzschkau. |
| 1905 | Roda           | Ev.-Luth. Kirche Roda |      | II P    | 12       | |
| 1907 | Kleinpötzschau | Christuskirche        |      | II      | 20       | Durch Unbefugte irreparabel beschädigt; 1991 neue Orgel von der Orgelbaufirma Hermann Eule, Bautzen.                             |
| 1908 | Wellerswalde   | Kirche Wellerswalde   |      |         | 14       | 2015 renoviert |
| 1909 | Gnandstein     | Dorfkirche Gnandstein |      |         |          | |